# 吕成龙
吕成龙（1962年12月—），男，汉族，山东龙口人，中华人民共和国政治人物。现任故宫博物院研究员、陶瓷科科长。第十三、十四届全国政协委员。